# Cuarteto de cuerda n.º 2 (Beethoven)

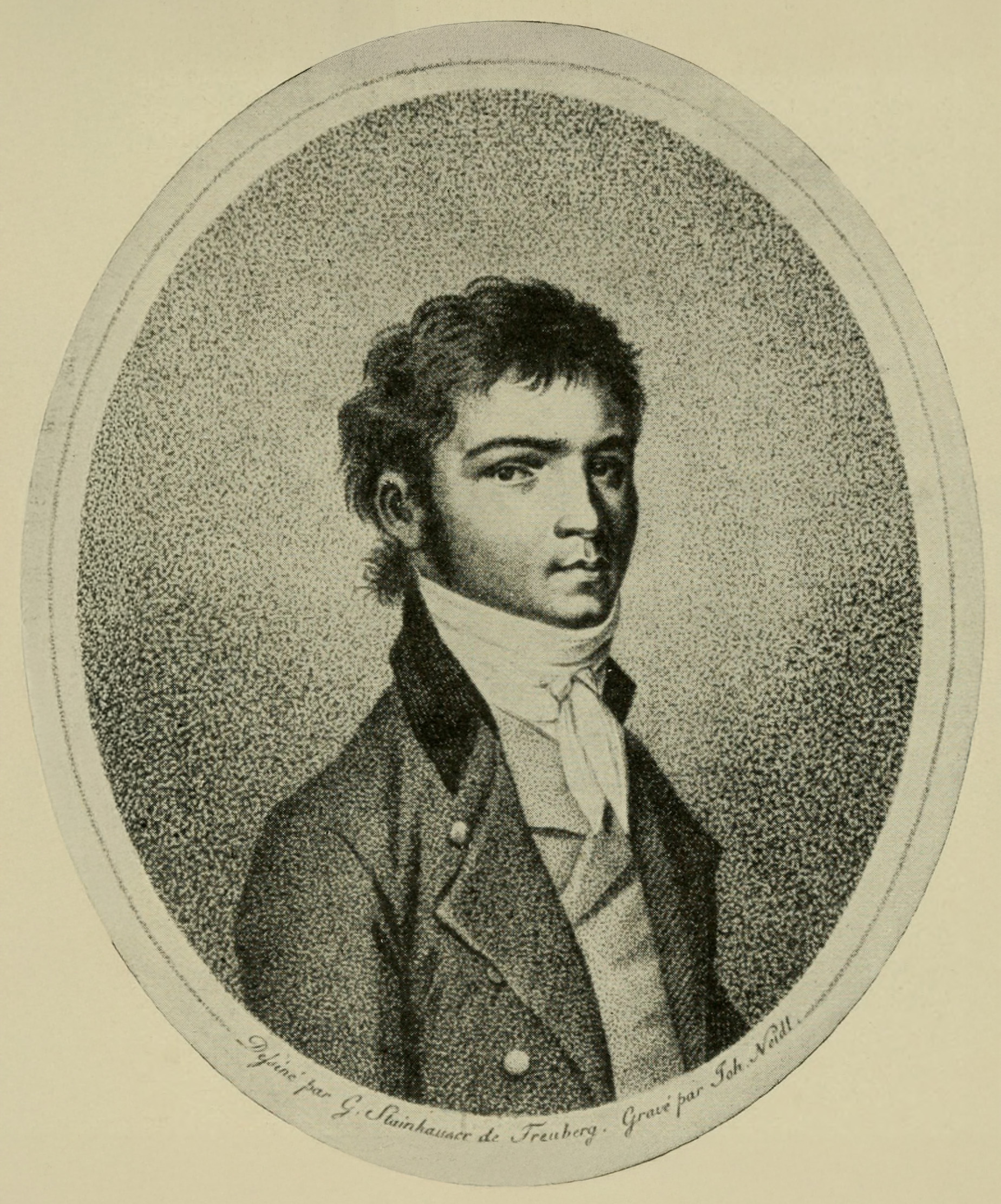
Beethoven en 1796.

El Cuarteto de cuerda n.º 2 en sol mayor, Op. 18 n.º 2 , también conocido como Cumplidos o en alemán Komplimentier, es una pieza camerística compuesta por Ludwig van Beethoven en 1799. La partitura está dedicada al príncipe Joseph Franz von Lobkowitz.

## Historia

### Composición

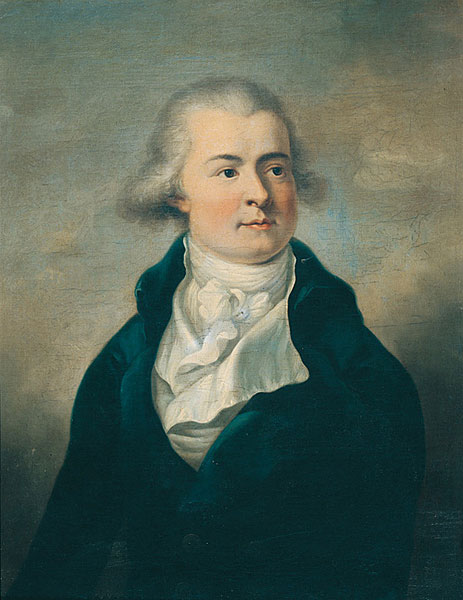
Príncipe Lobkowitz, dedicatario de la pieza.

Beethoven recibió el encargo de escribir los cuartetos en otoño o invierno de 1798-99 por parte del príncipe Lobkowitz. Este opus supuso una novedad para Beethoven, ya que hasta entonces no se había atrevido a componer nada en este género. Cuando por fin se aventuró a componer un cuarteto de cuerda ya había escrito muchas piezas de música de cámara, entre ellas varias para instrumentos de cuerda, y casi la mitad de sus obras para piano. El cuarteto para cuerda era un género que habían ayudado a establecer y desarrollar con gran éxito Joseph Haydn y Luigi Boccherini en la década de 1760; y más tarde Wolfgang Amadeus Mozart. Jean-Marie Leclair y Giovanni Battista Viotti, con sus escuelas de violín, realizaron importantes contribuciones a las posibilidades expresivas del instrumento. Otros músicos querían hacer lo mismo para el violonchelo y la viola. Para todos ellos, el género de cuarteto de cuerda era el más fértil en términos de calidez, expresividad y flexibilidad dentro de la música para instrumentos de cuerda.
Las seis piezas que conforman el Opus 18 son los Cuartetos n.º 1 en fa mayor, n.º 2 en sol mayor, n.º 3 en re mayor, n.º 4 en do menor, n.º 5 en la mayor y n.º 6 en si bemol mayor. La composición del segundo cuarteto tuvo lugar en 1799 y fue revisado en 1800 tras completar todo el Op.18. Se ganó el sobrenombre de "Cumplidos" por su carácter cortés y elegante que recuerda a las piezas de bailes aristocráticos.
El número de opus de estos cuartetos se corresponde con el orden en que fueron impresos y no al orden en que fueron escritos. El orden de creación no se conoce con total seguridad debido a que se perdieron las partituras autógrafas, pero se puede deducir por los cuadernos de borradores. Beethoven comenzó con el cuarteto en re mayor numerado como Op. 18/3, que inició a finales del otoño de 1798 y terminó a principios de 1799. Entre enero y marzo escribió el cuarteto en fa mayor Op. 18/1, seguido del Op. 18/2 en sol mayor, que probablemente terminó en mayo del mismo año. Entregó una copia de los tres primeros cuartetos al príncipe Lobkowitz probablemente a principios de octubre. Según los borradores empezó a elaborar el cuarteto en la mayor Op. 18/5 justo después de terminar los tres primeros cuartetos, pero lo dejó para trabajar en otras piezas. Sin embargo, el cuarteto se terminó en otoño de 1799. Después escribió el cuarteto en do menor Op. 18/4 y, por último, el cuarteto en si bemol mayor Op. 18/6, que compuso en la primavera o el verano de 1800. Ese mismo verano revisó a fondo los tres primeros cuartetos y en octubre de 1800 presentó los seis al príncipe Lobkowitz.

### Publicación
La primera publicación de este opus fue llevada a cabo por el editor Tranquillo Mollo en octubre de 1801 en Viena. Para cuando llegó la primera edición, ya se habían realizado representaciones privadas para el príncipe Lobkowitz, lo cual muy probablemente inspiró a Beethoven para llevar a cabo una revisión de las piezas. Después de la publicación, Beethoven escribió a su editor Franz Anton Hoffmeister el 8 de abril de 1802:

«El Sr. Mollo ha vuelto a publicar recientemente mis cuartetos, llenos de errores y erratas, grandes y pequeñas, pululan como pececillos en el agua, es decir, en el infinito. Questo è un piacere per un autore. Eso es lo que yo llamo 'puñaladas', en realidad mi piel est llena de puntadas y hendiduras -de esta hermosa edición de mis cuartetos.»

En 1808 se publicó una nueva edición de los cuartetos que también resultó defectuosa. Esto seguramente ya no estaba bajo el control de Beethoven, ya que el compositor ya no estaba en contacto con Mollo. Por ello, la copia elaborada para el príncipe Lobkowitz, que contiene las versiones finales de los cuartetos, es especialmente relevante para la investigación. La mayoría de las correcciones allí contenidas fueron presumiblemente realizadas por el propio Beethoven.
La dedicatoria que figura en la partitura impresa era el Fürst (príncipe) Joseph Franz Maximilian von Lobkowitz, uno de los primeros y principales mecenas de Beethoven en Viena. Como muestra de gratitud, Beethoven dedicó al príncipe las siguientes composiciones musicales: las Sinfonías n.º 3 "Eroica", n.º 5 y n.º 6 "Pastoral", además de los seis Cuartetos de cuerdas Op. 18, el Triple concierto Op. 56, el Cuarteto de cuerdas Op. 74 y el ciclo de lieder An die ferne Geliebte. La primera impresión pirata fue editada por Simrock en Bonn en 1802, un año después de la primera impresión. Al mismo tiempo Lobkowitz también le encargó a Joseph Haydn la composición de varios cuartetos. Pero debido a su avanzada edad, Haydn solo pudo completar los dos Cuartetos Op. 77 y unos años más tarde dejó inacabado el Cuarteto Op. 103. Es posible, pero no está probado, que Lobkowitz hubiera planeado que Haydn y Beethoven compitieran entre sí en una forma de competición musical común en ese momento.

## Estructura y análisis
La pieza consta de cuatro movimientos:
- I. Allegro, en sol mayor 2
4
- II. Adagio cantabile, en do mayor 3
4
- III. Scherzo. Allegro, en sol mayor 3
4
- IV. Allegro molto quasi presto, en sol mayor 2
4

La interpretación de esta obra tiene dura aproximadamente 30 minutos.

### I.Allegro
El primer movimiento, Allegro, está escrito en la tonalidad de sol mayor, en compás de 2/4 y en forma sonata. En general, este movimiento es agradable, tiene muchos puntos de resolución (cadencias predecibles) y estructuras de frase sencillas. Se abre con una encantadora melodía de violín que conduce a una cadencia rápida. Es un tema lúdico de cuatro partes, acompañado de un tema secundario en re mayor. La melodía, generalmente en el violín, es una combinación de dulces frases líricas y fragmentos brillantes y juguetones. Durante las partes líricas, el acompañamiento es ligero y juguetón. Es fácil percibir la influencia de Haydn en la forma en que Beethoven reutiliza y construye sobre el material melódico inicial a lo largo del movimiento. Pero, a pesar de estar fuertemente influenciado por los métodos compositivos de su maestro Joseph Haydn, Beethoven añade su propia y deliciosa invención musical. La exposición termina abruptamente en un clímax dramático y con un inocente movimiento posterior del tema principal. Este pasaje es uno de los varios ejemplos que ilustran la influencia de Haydn. Los temas son variados en la sección de desarrollo. Otra muestra de la orientación hacia Haydn es el inusual dinamismo del desarrollo, cuya turbulencia continúa en la recapitulación, de modo que los violines y el violonchelo discuten sobre su comienzo. A diferencia de Haydn, Beethoven de manera imnovadora deja abierta esta pregunta, para que el desarrollo y la repetición se mezclen orgánicamente. 

### II.Adagio cantabile
El segundo movimiento, Adagio cantabile, está en do mayor y en compás de 3/4. Se abre con una cavatina en re mayor en el violín, que es dulce y suave, pero también formal y casi cortesana. Cuatro semicorcheas conducen a la inusual sección central, marcada Allegro, que irrumpe bruscamente. El Allegro es tan breve como inesperado y el movimiento se cierra con el mismo espíritu de adagio con el que comenzó. Beethoven originalmente había planeado una sección media menor sin cambiar el tempo, pero durante la fase de revisión creó la sección central en Allegro. A continuación se repite la suave melodía inicial, esta vez interpretada por el violonchelo, con lo que se desarrolla una interacción muy expresiva entre el violonchelo y el violín. 

### III.Scherzo. Allegro
El tercer movimiento, Scherzo. Allegro, está en sol mayor y en compás de 3/4. Es, como era de esperar, un Scherzo ligero y alegre. Pero, a diferencia de muchos otros Scherzi de Beethoven, éste no contiene ninguna de las sorpresas musicales que suelen aportar un aire humorístico o alborotado al movimiento. Es, en cambio, animado pero de carácter muy cortés. A diferencia de su trío, el scherzo del tercer movimiento no se adhiere al esquema de un minueto. Toma la melodía inicial del segundo movimiento.

### IV.Allegro molto quasi presto
El cuarto y último movimiento, Allegro molto quasi presto, retoma la tonalidad inicial y el compás es 2/4. Aunque responde a la forma sonata, tiene el carácter de un rondó debido a la frecuente repetición del tema principal. Arranca con una emocionante melodía del violonchelo, acompañada de un tema secundario sincopado, que se relaciona con el tema secundario del primer movimiento. Se repite varias veces y el tutti responde cada vez. Es bastante enérgico y rápido desde el principio y, al igual que en el primer movimiento, el motivo de apertura regresa y se desarrolla de muchas formas ingeniosas. La mayor parte del desarrollo melódico es escalar, aunque se combina con breves melodías líricas. La conclusión del movimiento es exuberante y coherente con la naturaleza amable de la pieza. Se cierra con una cadencia en fortissimo en la coda. Este Finale es menos sorprendente en términos de tema que de armonía, al yuxtaponer la tonalidades sin transición.

## Recepción de la obra

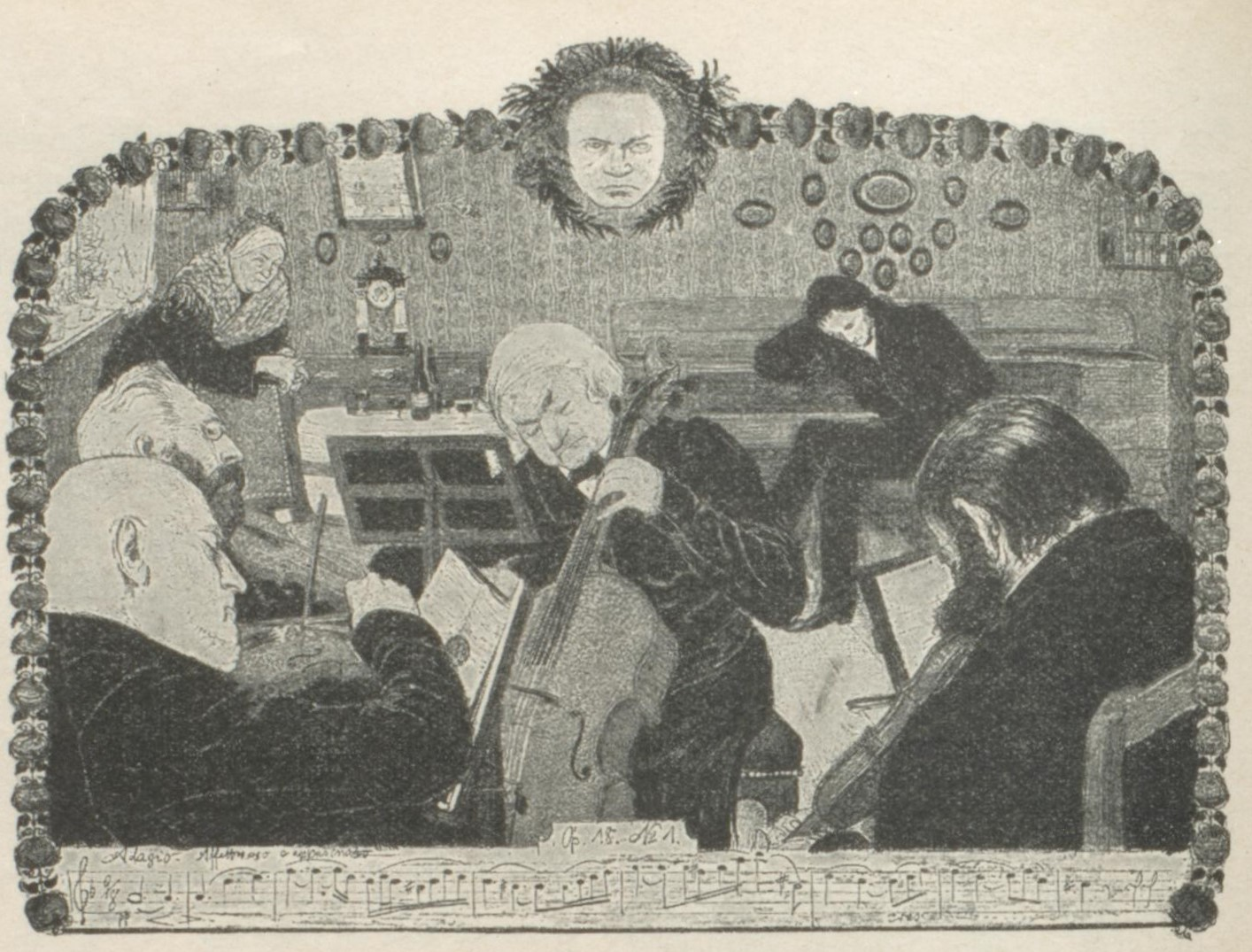
Ilustración con un pentagrama del Adagio del Op. 18/1 de Reinhold Max Eichler para Kammermusik (Música de cámara) de Hugo Salus (1896)

La biografía de Thayer recoge que tras la publicación del Op. 18, el compositor Jan Emanuel Doležálek dijo que solo le gustaban el Op. 18/2 y el Op. 18/4, a lo cual Beethoven respondió con desprecio:

«Das ist ein rechter Dreck! Gut für das Scheißpublikum.»
«¡Eso es verdadera basura! Bien por el público de mierda.»

La única reseña pública de este opus fue escrita en el periódico Allgemeine musikalische Zeitung el 26 de agosto de 1801:

«Unter den neuen hier erscheinenden Werken zeichnen sich vortreffliche Arbeiten von Beethoven aus (bei Mollo). Drei Quartetten geben einen vollgültigen Beweis für seine Kunst: doch müssen sie öfters und sehr gut gespielt werden, da sie sehr schwer auszuführen und keineswegs populair sind.»
«Entre las nuevas obras que aparecen aquí se encuentran excelentes obras de Beethoven (según Mollo). Tres cuartetos proporcionan una prueba completa de su arte: pero deben tocarse a menudo y muy bien, porque son muy difíciles de interpretar y de ninguna manera son populares.»
—Allgemeine musikalische Zeitung, 26 de agosto de 1801, p. 800.

Conforme a William Kinderman los Cuartetos Op. 18 aunque son menos admirados en los escritos que los Cuartetos Razumovsky Op. 59 y que los últimos cuartetos, seguramente son interpretados más a menudo y ocupan un puesto clave en los albores del siglo XIX. El Op. 18/1 fue descrito por Ulrich Konrad como un "portal al mundo cuartetístico de Beethoven". El musicólogo estadounidense Joseph Kerman describió el Op. 18/2 como increíble debido a su conexión musical con Haydn.

## Discografía selecta
- 1942 – Cuarteto Busch (Sony).
- 1968 – Cuarteto Italiano (Philips).
- 1974 – Cuarteto Végh (Auvidis-Valois).
- 1979 – Cuarteto Alban Berg (EMI).
- 2004 – Cuarteto Takács (Decca).
- 2009 – Cuarteto de cuerda de Tokio (Harmonia Mundi).
- 2011 – Cuarteto Artemis (Virgin Classics).
- 2012 – Cuarteto Belcea (Zig-Zag Territoires).
- 2020 – Cuarteto Ébène (Erato).